# Đuračić
Đuračić je prezime koje nalazimo na prostoru Hrvatske, Crne Gore, Vojvodine i Srbije. 
Ovo prezime nalazimo u sljedećim mjestima:
Hrvatska:
Zagreb, Kuče, Velika Gorica, Vukovina, Dubrovnik, Mokošica, Pijavičino, Rožat, Putniković, Tomislavovac, Hodilje, Dubrava, Rušani, Osijek, Virovitica, Detkovac, Milenovac, Rezovac, Bjelovar, Trojstveni Markovac, Letičani, Sisak, Greda, Cigož, Strelečko, Pula i Poreč.
Vojvodina:
Novi Sad, Vrbas i Kovin.
Srbija:
Beograd.
Crna Gora:
Podgorica i Kotor.
Ako se gleda prostor bivše Jugoslavije, onda je ovo prezime najbrojnije na području Republike Hrvatske, kako na njenom primorskom dijelu tako i u unutrašnjosti, zatim u Crnoj Gori i Srbiji, odnosno Vojvodini.
Po nekim pokazateljima ovo prezime je u srodstvu s prezimenima Gjuračić i Juračić, a neki povjesničari su mišljenja da je to jedno prezime, ali se zbog govornog područja ili u vrijeme Austro-Ugarske ovom prezimenu umjesto slova Đ stavilo slovo Gj ili J, jer u to doba u pisaćem stroju nije bilo slova Đ, pa su notari samovoljno u dokumente unosili takve promjene.